# Geoffrey Trease
Robert Geoffrey Trease (* 11. August 1909 in Nottingham, England; † 27. Januar 1998 in Bath) war ein englischer Schriftsteller. Er veröffentlichte in den Jahren von 1934 bis 1997 insgesamt 113 Bücher, großteils historische Romane für Kinder. Seine Werke wurden in 20 Sprachen übersetzt.

## Leben
Geoffrey Trease entstammte einer Familie von Weinhändlern. Bereits in seiner Schulzeit schrieb er Geschichten, Gedichte und ein Theaterstück in drei Akten, das in der Schule aufgeführt wurde. Er bekam ein Stipendium an der Universität Oxford und begann 1928 mit dem Studium. Obwohl er das Universitätsleben liebte, fand er den Unterricht langweilig. Nach einem Jahr wechselte er von Oxford nach London mit der Absicht, ein berühmter Schriftsteller zu werden. Er begann, diesen Plan umzusetzen, indem er 1934 das Kinderbuch Pfeile gegen Barone (Originaltitel: Bows against the Barons) schrieb. Dies war der erste seiner vielen historischen Romane.
Besonders bekannt wurde Geoffrey Trease für historische Romane für Kinder, die seinen Anspruch auf historische Korrektheit und seine genaue Recherche widerspiegeln. Er war ein Vorkämpfer der Idee, dass Kinderliteratur ein ernstzunehmendes Thema für literarische Studien ist. Am Beginn seiner Karriere stellten seine radikalen Ansichten eine Abkehr von dem herkömmlichen Ton des Jingoismus dar, der für meisten englischen Kinderbücher dieser Zeit typisch war. Als Autor versuchte er gezielt, Mädchen und Jungen gleichermaßen anzusprechen und verwendete starke Charaktere beider Geschlechter.
Durch spannende Handlungsabläufe führte er seine Leser in historische Zusammenhänge ein und ermöglichte ihnen, ohne Mühe die Geschichte zu verstehen. Gerechtigkeit und die Gleichheit sind ein Thema vieler seiner Bücher.
Seine Werke spielen unter anderem im antiken Griechenland, im Mittelalter, zur Zeit der Französischen Revolution und während des Zweiten Weltkrieges und anderer Ereignisse des 20. Jahrhunderts. Er schrieb moderne Schulgeschichten, Romane für Erwachsene, Geschichtsbücher, Hörspiele, Fernsehdrehbücher und Biographien. Er schrieb drei autobiographische Bücher: A Whiff of Burnt Boats (1971), Laughter at the Door (1974), und im letzten Jahr seines Lebens für seine Familie und seine Freunde das Buch Farewell the Hills. Er lebte während seiner letzten Lebensjahre in Colwall (Herefordshire) und starb im Alter von 88 Jahren.

## Werke (Auswahl)
- Comrades for the Charter (1934), Ein Karren zog durch England, Übers. Arthur West & Edith West, Globus Verlag 1951
  - überarb. Neuausgabe Verschwörung gegen den Hunger oder Owen, Tom und der fahrende Doktor, Übers. Dietlof Reiche, Ill. David Fried, Alibaba Verlag 1984
- Bows against the Barons (1934), Pfeile gegen Barone, Übers. Willi Schulz, Ill. Heinrich Vogeler, Nachbemerkung Georg Eisler 
  - überarb. Neuausgabe Robin Hood: Pfeile gegen Barone, Alibaba Verlag 1985
- Cue for Treason (1940)
- Hills of Varna (1948), Reise nach Varna, Übers. Hanns Schumacher
- No Boats on Bannermere (1949)
- Crown of Violet (1952), Krone von Athen, Übers. Hanns Schumacher
- Word to Caesar (1956), Nachricht an Hadrian, Übers. Hanns Schumacher
- Maythorn Story (1960), Toms Schatzinsel, Boje Verlag 1961
- Thunder of Valmy (1960), Donner von Valmy, Übers. Hanns Schumacher
- Follow my Black Plume (1963), Folgt der schwarzen Feder, Übers. Hanns Schumacher
- Condottieri (1970), Die Condottieri: Söldnerführer, Glücksritter und Fürsten der Renaissance, Callwey Verlag 1974
- Red Towers of Granada (1972), Das goldene Elixier, Übers. Abraham Teuter
- Iron Tsar (1975), Der eiserne Zar, Übers. Siegfried Schmitz, Boje 1977
- Hidden Treasure: Time Detectives (1989), Auf den Spuren verborgener Schätze, Ill. Chris Molan, Arena Verlag 1991
- Secret Fiord (?), Der geheime Fjord: die Abenteuer von Roger und Jillian auf der Suche nach ihrem verschollenen Vater, Übers. Helene Henze, Ill. Hermann Schelbert
- Thousand for Sicily (?), Freiheit für Sizilien, Übers. Hanns Schumacher
- The Silken Secret, Der Mann mit der Seidenschnur, Übers. Adolf Hechelmann, Verlag Alsatia 1958